# Шосейний провулок (Київ)
Шосе́йний прову́лок — зниклий провулок, що існував у Жовтневому, нині Солом'янському районі міста Києва, місцевість Караваєві дачі. Пролягав від вулиці Гетьмана (на той час — Індустріальна вулиця) до вулиці Олекси Тихого (на той час — Виборзька вулиця).
Прилучалися вулиці Волочаївська, Машинобудівна та Машинобудівний провулок.

## Історія
Провулок виник у 1-й третині XX століття під назвою 2-й Андрі́ївський. Назву Шосе́йний провулок набув 1944 року (повторне рішення про перейменування — 1955 року).
Ліквідований разом із навколишньою малоповерховою забудовою 1978 року.